# Zhu Shilin
Zhu Shilin (朱石麟S, Zhū ShĺlĺnP; Taicang, 27 luglio 1899 – Hong Kong, 5 gennaio 1967) è stato un regista e sceneggiatore cinese, a volte romanizzato come Chu Shek Lin.
Zhu iniziò la carriera nell'industria cinematografica a Shanghai, dirigendo attrici come Ruan Lingyu e Wang Danfeng, quest'ultima da lui scoperta. Dopo la guerra civile e la nascita della Repubblica Popolare Cinese, emigrò a Hong Kong dove fondò, insieme al collega Fei Mu, la casa di produzione Longma Film Company.
Nel corso della sua carriera ha diretto più di ottanta film.